# Sheila Ynoa
Sheila Ynoa García (nacida en 1986 en San Francisco de Macorís) es una modelo dominicana que participó en el Miss República Dominicana Universo 2007 quedando como 3 finalista.
A pesar de su popularidad como la favorita durante la competencia de Miss República Dominicana, toda las personas la consideraban ganadora. La primera finalista fue Marianne Cruz, la candidata de la Provincia de Salcedo, la segunda Yanna Montás la candidata de la Provincia La Altagracia y la ganadora Massiel Taveras, la candidata de la Provincia de Santiago.

## Reina Santa Ana 2001
Sheila también participó en el certamen de belleza Reina Santa Ana 2001 de la ciudad de San Francisco de Macorís, en el que también resultó ser la ganadora. Ese reinado fue el comienzo de su carrera.

## Miss Belleza Caribe 2007
Luego de quedar como 3.ª finalista del Miss República Dominicana 2007, Sheila participó en el certamen de belleza Miss Caribe 2007, resultando ganadora.
- Datos: Q6126971